# WK5 – Накхонратчасіма
WK5 – Накхонратчасіма — газопровід у Таїланді, через який вперше подали блакитне паливо до провінції Накхонратчасіма.
Вихідним пунктом трубопроводу, який ввели в експлуатацію у 2018 році, стала клапанна станція №5 трубопроводу Вангной – Каенгкой.
Довжина лінії до Накхонратчасіма становить 145 км. При діаметрі у 700 мм вона може транспортувати 9 млн м3 блакитного палива на добу.
Також можливо відзначити, що в 2019-му у провінції Накхонратчасіма почала роботу розрахована на використання природного газу ТЕЦ Gulf NRV 1, 2.